# Champougny
Champougny è un comune francese di 107 abitanti situato nel dipartimento della Mosa nella regione del Grand Est.
Nel corso del tempo questa città ha avuto diversi nomi, quali Campaniacum, Champigneyum e Champougney.

## Etimologia
Ernest Nègre, in Toponymie générale de la France, indica che Champougny deriva da una forma composta dell'antroponimo romano Camponius e dal suffisso di origine gallica -acum.
Campaniacum va distinto da Camponiacum, basato sull'antroponimo Campanius.

## Storia
Champougny compare per la prima volta in un testo verso il 627.

## Società

### Evoluzione demografica
Abitanti censiti